# Vidovič
Vidovič je 87. najbolj poznan priimek v Sloveniji, ki ga je po podatkih Statističnega urada Republike Slovenije na dan 31. decembra 2007 uporabljalo 1.419 oseb, na dan 1. januarja 2011  pa 1.427 oseb.

## Znani nosilci priimka
- Ada Vidovič Muha (*1940), jezikoslovka slovenistka, univ. profesorica
- Anka Vidovič Miklavčič (*1936), zgodovinarka in bibliografka
- Barbara Vidovič (*1969), igralka
- Damjan Vidovič (*1973), zdravnik torakalni kirurg
- Martin Vidovič (1929 - 2009), redovnik minorit, župni upravitelj in vodja postojanke v Sostrem
- Nataša Vidovič, atletinja
- Primož Vidovič, pevec, kantavtor, šansonjer
- Samo Vidovič (*1968), nogometaš
- Stanislav Vidovič (*1963), politolog in diplomat
- Tea Vilhar Vidovič, arhitektka
- Vid Vidovič, arhitekt
- Vojko Vidovič, harmonikar
- Zdenka Vidovič (*1952), ekonomistka, davčna revizorka